# 細野見勇
細野 見勇（ほその けんゆう）は越後村上藩より礼席御免（藩主と対面できる）、苗字帯刀を許された漢方医、書家詩人。

## 人物
江戸後期に現在の新潟県村上市の海運業を営む富商の家に出生。見勇の母が乞食の子を憐れみこれを引き取って育て、針を学ばせたところ後に大成し鍼醫隨節（はりいずいせつ）の名で村上藩より褒美を下賜するほどの人物となる。
見勇の幼少期に家業の海運業が傾くと、時期を同じくして父が死去。その後は隨節が幼主見勇を盛り立て、恩に報いるべく針医として働き生活を助け、生涯妻を迎えることなく見勇をささえた。
隨節は見勇の聡明なるを見初めると商いではなく医の道に進むことを勧め、これを京都に学ばせ岐黄（漢方中医学）を修めさせた。見勇が一人前の医師となるまで養育し、この事が後に村上藩に知れると「忠僕」として表彰され褒美を下賜することとなる。
見勇は帰郷後村上城下に開院するとこれが評判となり「治を請うもの門に満ち、いまだ幾ならざるに家聲隆々、果たして前時に倍せり」（＊家聲：家の評判）と藩の記録にあり弟子も多く採った。
見勇もまた業績を評価され、村上藩から度々褒賞を受け「旅帯刀御免」にはじまり「苗字帯刀御免」「御礼席御免」のお墨付きをもらった。
また漢詩の才や書才に優れ現在でも村上地方の旧家にその書や屏風が伝えられている。